# The Election Game
The Election Game is een videospel voor de Commodore 64 en de Commodore 128. Het spel werd uitgebracht in 1983. 